# 마법사 피터의 모험
《마법사 피터의 모험》(프랑스어: Le jeune magicien, 폴란드어: Cudowne dziecko, 영어: The Young Magician)은 캐나다에서 제작된 왈데마르 지키 감독의 1987년 드라마, 가족, 판타지 영화이다. 러스티 제드웝 등이 주연으로 출연하였다.

## 출연

### 주연
- 러스티 제드웝

### 조연
- 에드워드 가슨